# Bolbelasmus carinifrons
Bolbelasmus carinifrons är en skalbaggsart som beskrevs av Henry Fuller Howden och M. Alma Solis 1995. Bolbelasmus carinifrons ingår i släktet Bolbelasmus och familjen Bolboceratidae. Inga underarter finns listade.